# Védrines-Saint-Loup
Védrines-Saint-Loup é uma comuna francesa na região administrativa de Auvérnia-Ródano-Alpes, no departamento de Cantal. Estende-se por uma área de 26,29 km². Em 2010 a comuna tinha 146 habitantes (densidade: 5,6 hab./km²).